# DYS (Band)
DYS ist eine US-amerikanische Hardcore-Punk-Band aus Boston. Zusammen mit SS Decontrol und Negative FX beziehungsweise später Last Rights bildete die Band die sogenannte „Boston Crew“, eine Gruppierung, die sehr viel Einfluss auf die Ausbreitung der Straight-Edge-Bewegung hatte.

## Geschichte
Dave Smalley gründete DYS 1984 zusammen mit Jonathan Anastas. DYS steht für „Department of Youth Services“, eine Institution, die sich um jugendliche Kriminelle kümmert. Mit Dave Collins am Schlagzeug und Andy Strachan als Gitarrist wurde das Demo Wolfpack eingespielt. Danach schloss sich der Band Andy Strachan als fester Gitarrist an. Auf SS Decontrols Label XClaim! erschien das Album Brotherhood, dessen Produktion die Band selbst finanzieren musste. Es wurde eine der wichtigsten Veröffentlichungen der Bostoner Hardcore-Punk-Szene. Mit Ross Luongo trat der Gruppe ein zweiter Gitarrist bei und die Band begann sich eher am Speed Metal zu orientieren. Smalley begründete den stilistischen Wechsel später damit, dass die Band „einfach gelernt (habe, ihre) Instrumente zu spielen“. 1985 erschien auf dem Bostoner Label Modern Method Records das Album DYS, das schließlich auch das letzte Werk der Band darstellte. Die Band löste sich auf Grund musikalischer und persönlicher Differenzen auf. Smalley gründete anschließend Dag Nasty.

### Wiedervereinigung 2010
Noch in den 2000er-Jahren schloss Smalley eine Wiedervereinigung der Band aus. 2010 aber plante Antidote-Sänger Drew Stone einen Dokumentarfilm über die Bostoner Hardcore-Punk-Szene und bat Smalley, im Rahmen dieser Dokumentation ein Konzert mit DYS zu geben. Tatsächlich konnte die reformierte Band innerhalb kürzester Zeit 1.100 Karten absetzen. Nach dem erfolgreichen Auftritt wurde die Band von The Mighty Mighty Bosstones für ihre Konzertreihe Hometown Throwdown verpflichtet. Kurz darauf folgte das Live-Album More than Fashion: LIVE from the Gallery East Reunion, das den Auftritt zur Wiedervereinigung beinhaltet. Die Band hat mittlerweile einige neue Lieder eingespielt, die ebenso wie More than Fashion durch Bridge Nine Records vermarktet werden.

## Diskografie
- 1983: Brotherhood (X-Claim Records)
- 1984: DYS (Modern Method Records)
- 1991: Fire & Ice (Kompilationsalbum, Taang! Records)
- 2010: More Than Fashion: Live from the Gallery East Reunion (Livealbum, Bridge Nine Records)